# فرانك إدواردز (سياسي بريطاني)
فرانك إدواردز (بالإنجليزية: Frank Edwards)‏ هو سياسي بريطاني (وحمل سابقاً جنسية المملكة المتحدة لبريطانيا العظمى وأيرلندا)، ولد في 1907، وتوفي في 1983.